# Magnapinna
Magnapinna — рід глибоководних кальмарів із ряду Oegopsida. Виявлено в Атлантичному, Індійському (на південь від Маврикія) і Тихому океанах на глибинах 1940 м, 2195 м, 2576 м і т. д.

## Будова і спосіб життя
Довжина тіла з урахуванням рук досягає 8 метрів, довжина рук у 15—20 разів перевищує довжину мантії. Великий плавник Magnapinna становить до 90 % довжини мантії.
За допомогою довгих рук кальмари ловлять донну здобич.

## Дослідження
Перші частини цих тварин виявлено на Азорських островах ще 1907 року; потім у 1980-х роках знайдено види в Атлантиці й Тихому океані. 1998 року виділено в окремий рід і родину. 11 листопада 2007 року одну особину знято на камеру на глибині близько 2450 метрів поблизу найглибшої в світі плавучої нафтової платформи, експлуатованої компанією Shell Oil у Мексиканській затоці США.

## Види
- Magnapinna atlantica Vecchione et Young, 2006
- Magnapinna pacifica Vecchione et Young, 1998
- Magnapinna talismani (Fischer et Joubin, 1907)
- Magnapinna sp. B
- Magnapinna sp. C